# Tabanus jucundus
Tabanus jucundus är en tvåvingeart som beskrevs av Walker 1848. Tabanus jucundus ingår i släktet Tabanus och familjen bromsar. Inga underarter finns listade i Catalogue of Life.